# Pinky, la negra bianca
Pinky, la negra bianca (Pinky) è un film del 1949 diretto da Elia Kazan.

## Trama
Pinky Johnson dopo aver raggiunto il diploma al Nord torna nel suo paese natale nel profondo sud degli Stati Uniti a trovare la nonna Dicey. Dicey è nera mentre lei ha la pelle chiarissima tanto che si faceva passare per bianca evitando così tutti i problemi razziali che avrebbe potuto incontrare a scuola e finendo per innamorarsi del dottor Thomas Adams, anche lui bianco.
Il suo ritorno però provoca l'ostilità della gente del paese che non vuole dare a Dicey i soldi che le appartengono tanto che nonostante l'offerta del dottor Candy, che le chiede di diventare insegnante di infermeria nella sua scuola per gente di colore, pensa di tornare al nord.
Decide di rimandare la partenza solo dopo tanta insistenza della nonna che la convince a prendersi cura di Miss Em, un'anziana vicina benestante e bianca che la ragazza non ha mai amato troppo.
Pinky si comporta in modo professionale con la signora ma piano piano, iniziando a conoscerla meglio cambia la sua opinione nei suoi confronti soprattutto quando viene a sapere che è stata proprio Miss Em a prendersi cura di Dicey quando questa era malata di polmonite.
Alla morte di Miss Em si scopre che l'erede è proprio Pinky ma Melba, lontana parente della donna, si oppone e Pinky è costretta a rivolgersi al tribunale per avere ragione. Sceglie come suo avvocato il giudice in pensione Walker, vecchio amico di Miss Em, che accetta con riluttanza.
Il tribunale inaspettatamente dà ragione a Pinky, che per pagare le spese aiuta la nonna come lavandaia, ma la sua gioia viene raggelata dal procuratore secondo il quale giustizia è stata fatta ma non nell'interesse della comunità.
Nel frattempo è arrivato Tom che consiglia Pinky di vendere la casa appena ricevuta in eredità e tornare al nord fingendosi bianca ma lei rifiuta. Ha capito che Miss Em aveva uno scopo se le ha lasciato la casa in eredità. La coppia si divide e nel finale Pinky apre una scuola di infermeria per gente di colore.

## Produzione
Il regista incaricato di girare il film era John Ford che venne rimpiazzato dal produttore Darryl F. Zanuck insoddisfatto solo dopo una settimana.
Il nuovo regista Elia Kazan invece non riteneva giusta la scelta della protagonista ma alla fine delle riprese ammise che il suo "essere fuori parte" aveva contribuito a creare un personaggio che si lascia trascinare dagli eventi.

## Riconoscimenti
- 1950 - Premio Oscar
  - Nomination Miglior attrice protagonista a Jeanne Crain
  - Nomination Miglior attrice non protagonista a Ethel Barrymore
  - Nomination Miglior attrice non protagonista a Ethel Waters